# بنجامین جیمسون
بنجامین جیمسون (انگلیسی: Benjamin Jamieson; ۱۵ مارس ۱۸۷۴ – ۳ دسامبر ۱۹۱۵) بازیکن لاکراس اهل کانادا بود.